# Темірчі
Темірчі (узб. Temirchi, Темирчи) — міське селище в Узбекистані, в Шахрисабзькому районі Кашкадар'їнської області.
Статус міського селища з 2009 року.